# Nancy Tembo

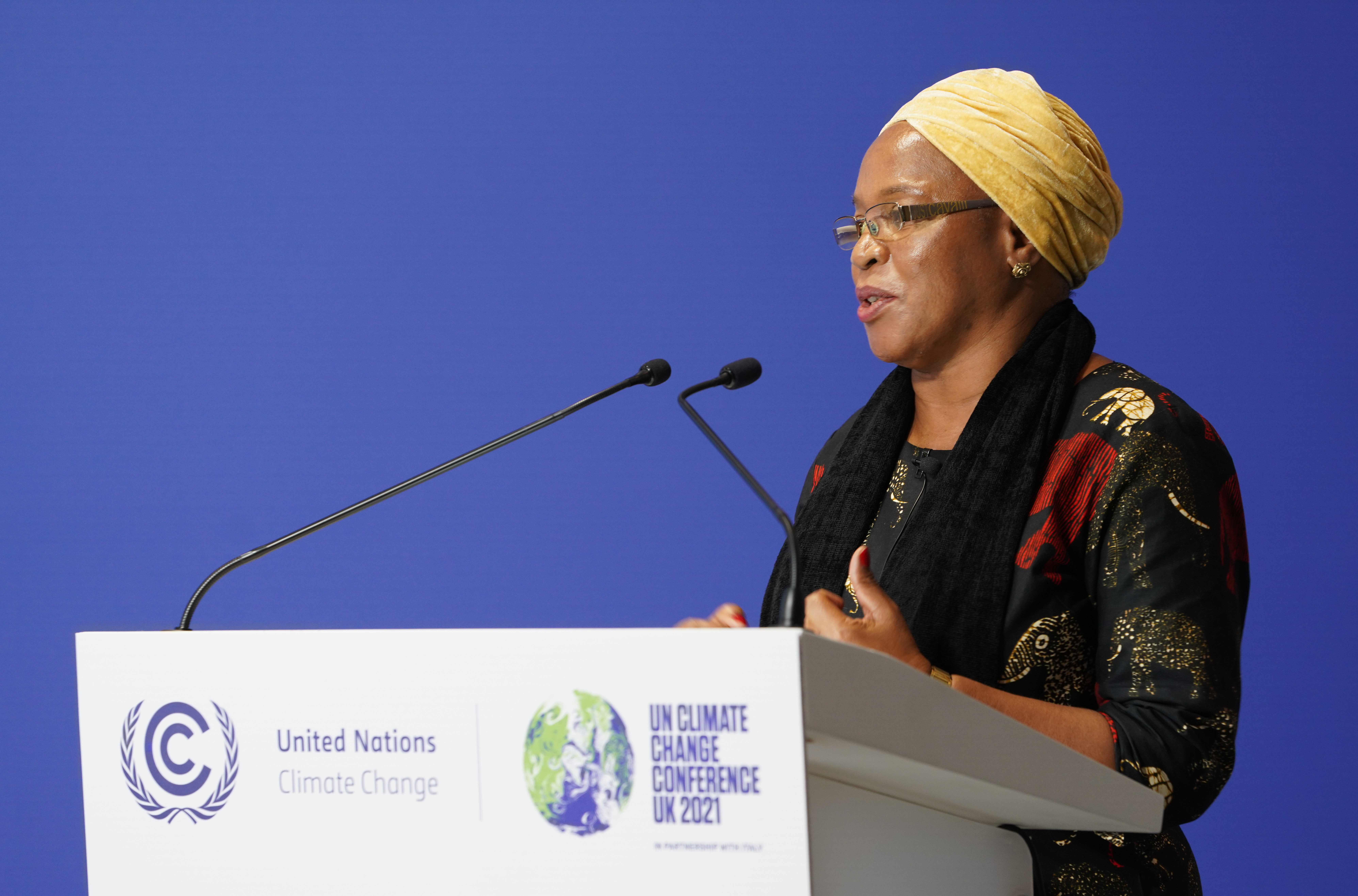
Nancy Tembo, 2021

Nancy Tembo là một nghị sĩ Malawian cho Lilongwe City South West và hoạt động độc lập sau các cuộc bầu cử sơ bộ mcp  Bà bị bắt giữ, giam giữ và thả ra trong cuộc biểu tình vào ngày 20 tháng 7 năm 2011. Bà là Chủ tịch của Tiểu ban Nghị viện về sinh sản. Bà là Chủ tịch Mạng lưới Nghị viện Châu Phi Chống Tham nhũng (APNAC) -Malawi..